# Miniopterus inflatus
Miniopterus inflatus är en fladdermusart som beskrevs av Thomas 1903. Miniopterus inflatus ingår i släktet Miniopterus och familjen läderlappar. Inga underarter finns listade i Catalogue of Life. Wilson & Reeder (2005) skiljer mellan två underarter. Tidigare infogades Miniopterus africanus i denna art.

## Utseende
Vuxna exemplar når en kroppslängd (huvud och bål) av 57 till 63 mm, en svanslängd av 48 till 57 mm och en vikt av 10 till 16 g. De har 45,5 till 49 mm långa underarmar, bakfötter som är 7 till 11 mm långa och 9 till 13,5 mm stora öron. Färgen hos den långa och mjuka pälsen på ovansidan kan vara svartbrun, rödbrun eller gråbrun. På undersidan förekommer lite ljusare päls. Varje hår har en ljusare spets. Flyghuden är hos Miniopterus inflatus svartbrun. På svansflyghudens ovansida förekommer hår. Örats tragus är jämförd med örat lång.

## Utbredning
Arten förekommer med flera från varandra skilda populationer i Afrika söder om Sahara från Guinea i väst till Etiopien i öst och söderut till Namibia och Zimbabwe. Den största populationen finns i Kongo-Kinshasa. Miniopterus inflatus föredrar regnskogar och andra fuktiga landskap med träd. Den kan anpassa sig till torra savanner med akacior. Individerna lever i låglandet och i bergstrakter upp till 2200 meter över havet.

## Ekologi
Kolonier med cirka 50 medlemmar vilar i grottor eller i liknande gömställen. Före ungarnas födelse bildar honor egna kolonier som kan ha 40 000 medlemmar. Exemplaren blir aktiva cirka 15 minuter innan de lämnar gömstället. De startar födosöket i mörkret. Miniopterus inflatus kommer beroende på kolonins storlek mellan klockan 2:30 och 4 tillbaka. Luftfuktigheten i grottorna ligger oberoende av omgivningen mellan 75 och 100 procent.
Antagligen jagar arten insekter med mjukt skal. Lätet för ekolokaliseringen är 2 till 3 millisekunder lång och den största intensiteten nås vid cirka 44,7 kHz. Honor har en kull per år med en unge. Dräktigheten varar i ungefär 6 månader.

## Hot
Besökare i grottorna kan störa individerna. Miniopterus inflatus är i lämpliga habitat talrik. IUCN kategoriserar arten globalt som livskraftig.